# Denis Poesjilin
Denis Vladimirovitsj Poesjilin (Russisch: Дени́с Влади́мирович Пуши́лин, Oekraïens: Денис Володимирович Пушилін) (Makejevka, 9 mei 1981) is het waarnemend hoofd van de Federale Republiek Donetsk.

## Biografie
Poesjilin was na de oprichting van de zelfverklaarde Volksrepubliek Donetsk in 2014 korte tijd het staatshoofd als voorzitter van de Hoge Raad. Daarna was hij vanaf september 2015 voorzitter van de volkssovjet (het parlement). Nadat Aleksandr Zachartsjenko was omgekomen bij een bomaanslag werd Poesjilin op 7 september 2018 benoemd tot waarnemend staatshoofd van de zelfverklaarde Volksrepubliek Donetsk. Bij de verkiezingen van 11 november 2018 werd hij in deze functie gekozen.
Op 6 december 2021 werd Poesjilin lid van de Russische regeringspartij Verenigd Rusland.
Op 5 oktober 2022 werd de zelfverklaarde Volksrepubliek Donetsk formeel opgenomen in de Russische Federatie als een federale republiek, na een omstreden referendum onder Russische bezetting. Deze eenzijdige annexatie werd internationaal veroordeeld en niet erkend. Poesjilin werd aangesteld als waarnemend hoofd van de federale republiek.

## Sancties
In februari 2022 werd Poesjilin toegevoegd aan de sanctielijst van de Europese Unie omdat hij "verantwoordelijk is voor het actief ondersteunen en uitvoeren van acties en beleid die de territoriale integriteit, soevereiniteit en onafhankelijkheid van Oekraïne ondermijnen en bedreigen, evenals de stabiliteit en veiligheid in Oekraïne".